# Paternoster

Dimostrazione grafica del funzionamento di un paternoster

L'ascensore a paternoster è un particolare impianto per il trasporto di persone all'interno di edifici.

## Storia
Peter Ellis è considerato il padre di questi ascensori, installò i primi ascensori che potrebbero essere descritti come ascensori paternoster a Oriel Chambers a Liverpool nel 1868.
Nel 1877, l'ingegnere britannico Peter Hart ottenne un brevetto sul primo paternoster. Nel 1884, la società di ingegneria della J&E Hall di Dartford, nel Kent, installò il suo primo "ascensore ciclico", usando il brevetto di Hart, in un palazzo di uffici a Londra. 
I Paternoster furono popolari durante la prima metà del XX secolo perché potevano trasportare più passeggeri dei normali ascensori.  Erano più comuni nell'Europa continentale, specialmente negli edifici pubblici, che nel Regno Unito.  Sono elevatori relativamente lenti, che in genere viaggiano a circa 30 cm al secondo, per facilitare la salita e la discesa.

## Descrizione
Il principio di funzionamento si basa su un anello in movimento continuo a velocità costante al quale sono vincolati a intervalli regolari dei contenitori (cabine per persone oppure oggetti).
Nel caso dell'ascensore consiste in due colonne attigue e parallele di cabine - atte ad ospitare solitamente una sola persona - sovrapposte e in lento movimento continuo, una in salita, l'altra in discesa. 
Ad ogni piano servito, due varchi (uno per direzione di marcia) permettono agli utenti di salire (o scendere) "al volo" sulla/dalla cabina.
Guidate da apposite rotaie e separate le une dalle altre, le cabine vengono mosse da un sistema di catene fra i punti di inversione marcia superiore e quello inferiore. 
In corrispondenza di essi una coppia di pulegge permette la traslazione delle cabine (senza alcuna rotazione) dalla colonna di discesa a quella di risalita e viceversa. Ciò permette ai passeggeri di impegnare le cabine stesse per tutto il ciclo di discesa e risalita: essi rimangono incolumi nella cabina anche in caso di superamento dei capilinea, cioè se rimangono in cabina superato l'ultimo piano o l'infimo piano.
Funzionando con catene non appartengono propriamente alla categoria del trasporto a fune.
I paternoster hanno conosciuto un certo sviluppo fra gli anni trenta e sessanta soprattutto in grandi edifici pubblici e aziendali per la relativa economicità di esercizio e il funzionamento completamente automatico, quindi senza necessità di sistemi di manovra complessi o personale addetto.

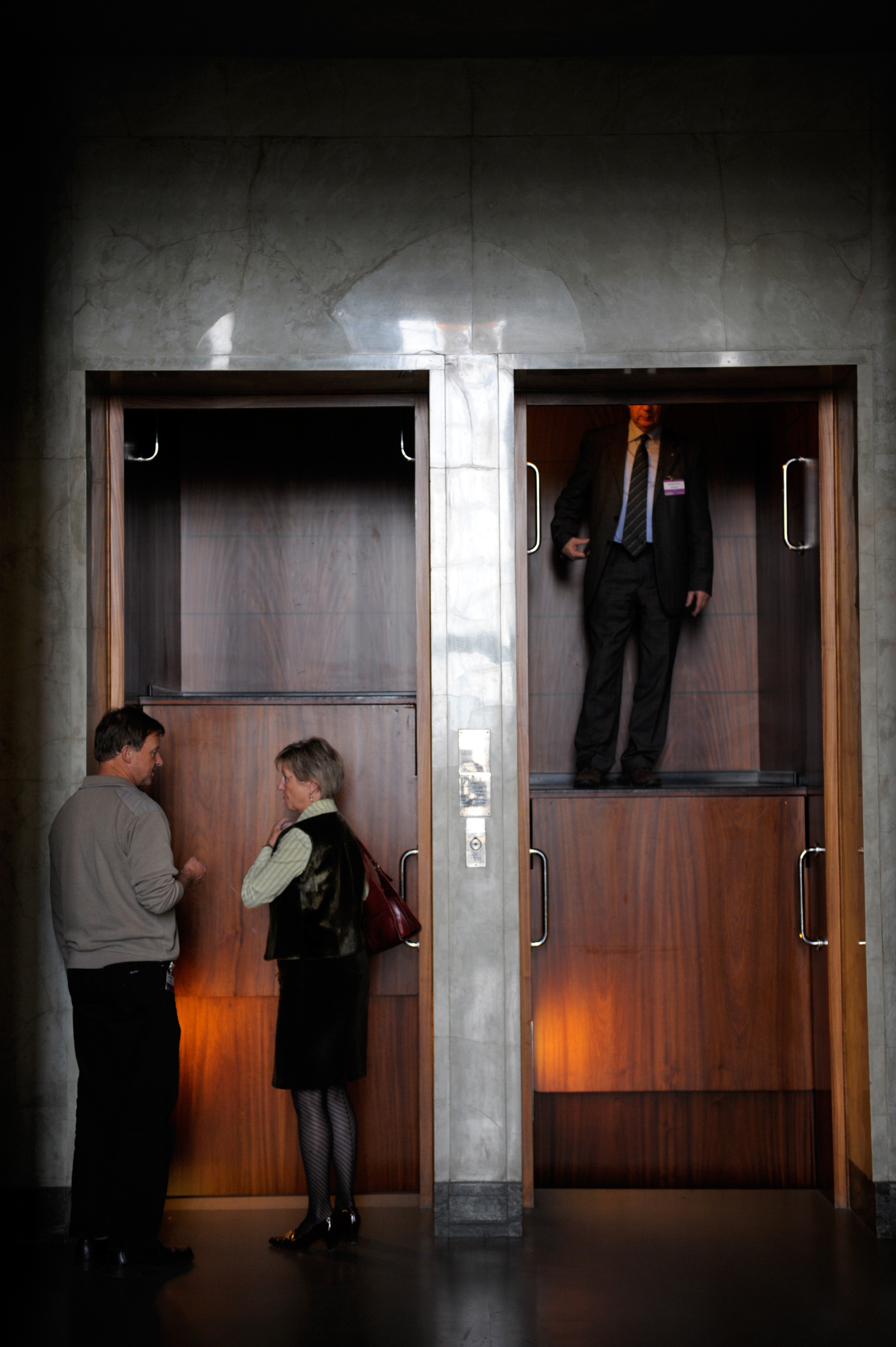
Un ascensore paternoster all'interno del palazzo del Parlamento finlandese (2008)

Se permettono uno spostamento abbastanza veloce fra piani vicini, mal si adattano a stabili con molti piani e con intensi flussi di persone. Sono poi relativamente scomodi da utilizzare (in quanto è necessario coordinare con attenzione l'entrata o l'uscita, oltre a richiedere una certa agilità) e non sono accessibili da parte di persone disabili. Presentano inoltre una certa pericolosità di funzionamento: si sono infatti verificati vari incidenti, anche mortali, nonostante alcuni dispositivi di sicurezza, fra cui tasti di arresto di emergenza o portelli mobili atti a impedire l'accesso quando la cabina non si trovi vicina al piano.
Oggi non vengono più installati (in alcuni paesi, tra cui l'Italia, sono addirittura vietati), superati dalla tecnologia degli ascensori classici e per motivi di sicurezza.
Esistono però ancora numerosi impianti in esercizio in Europa (in particolare, in Germania) e negli Stati Uniti.
Il termine "paternoster" deriva dal rosario di preghiera cristiano cattolico che consiste appunto in una catenella chiusa ad anello che si scorre fra le dita durante il rito.

## Altri impianti
Nella categoria si intendono anche i sistemi di stoccaggio e trasporto cose "a paternoster".
Consistono in scaffali o contenitori sovrapposti, resi mobili con lo stesso principio degli omonimi ascensori.
Vengono utilizzati in magazzini e uffici per raccogliere in poco spazio numerosi materiali e documenti rendendone veloce e soprattutto comodo l'accesso, in quanto l'oggetto cercato viene "portato" alla posizione e alla quota dell'utente.
Sistemi basati sullo stesso schema e principio di funzionamento si usavano per il trasporto di merci nelle miniere come anche in quello di sacchi o altri contenitori per gli impieghi più svariati.
Anche nel caso di alcuni parcheggi per autoveicoli è stato utilizzato tale principio.